# Contea di Qingyun
La contea di Qingyun (庆云县S, Qìngyún XiànP) è una contea della Cina, situata nella provincia dello Shandong e amministrata dalla prefettura di Dezhou.